# Сава паша
Йоан (Яни) Сава паша е османски лекар, юрист и държавник. Автор на редица трудове по ислямско, и в частност по османско право. Пръв и единствен валия на Източна Румелия в периода от подписването на Берлинския договор – до края на 1878 г., когато става ясно, че предвидения Органически устав на Източна Румелия от Европейската комисия за Източна Румелия предписва: генерал-губернаторът на областта да бъде одобряван от всички страни по Берлинския договор.

## Биография
Яни Сава паша произхожда от православно семейство. Син е на лекаря Кристо Сава Ефенди и Елени Пан. Семейството на баща му е заможно и се занимавало с международна търговия в миналото. Известно е като подръжническо на Али паша Янински.
Йоан Сава завършва известното училище „Зосима“ в родната Янина, след което се установява в Константинопол, за да продължи обучението си в Императорското медицинско училище (на османотурски: Mekteb-i Tıbbiye-i Şahane). Специализира за съдебен лекар, след което продължава медицинското си образование си в Париж и Пиза. 
Първата му обществена длъжност е валия на Исфахия (Крит) между 1870 и 1875 г., след което е третия директор на Галатасарайския лицей от 27 май 1874 г.
По време на руско-турската освободителна война е валия на вилаета на Архипелага (Егейските острови) – между февруари 1877 г. и май 1878 г., след което до края на 1878 г. е валия на Източна Румелия.
През декември 1878 г. приема титлата „паша“ като османски министър на благоустройството, а от октомври 1879 г. е османски министър на външните работи – до юни 1880 г., след което е член на Комисията по обществени работи през 1885 г. Като османски министър на външните работи прави всичко възможно Кралство Гърция да не получи териториални компенсации, заради неутралитета ѝ в руско-турската освободителна война, поради което е сменен на поста външен министър (въпреки съпротивата му Тесалия е отстъпена по силата на договор между Османската империя и Гърция). Между юни 1885 г. и януари 1887 г. е валия на Крит.
След 1889 г. заради несъгласие с провежданата османска политика се мести във Франция, където живее до края на живота си – в град Ньой, близо до Париж. Умира в Ньой сюр Сен през 1904 г.
Йоан Сава паша, въпреки че е виден османски държавник, остава православен християнин по вероизповедание. Автор на най-задълбочените османски изследвания по теория на шериата.

### Изследвания по ислямско право
- Etude sur la theorie du droit musulman
- Le tribunal musulman, Paris, 1902
- Le droit musulman explique, Paris, 1896